# 和佐田道子
和佐田 道子（わさだ みちこ、1967年3月6日 - ）は、韓国映画・テレビドラマ作品の翻訳・編訳を中心に活動している作家である。
1967年3月6日、北海道千歳市生まれ。跡見学園短期大学卒業後、農林中央金庫勤務を経て、慶應義塾大学文学部卒業、千葉大学大学院文学研究科修士課程修了。慶大在学中の1997年に、小説「ひつじの姉妹」で第4回三田文学新人賞を受賞（吉川道子名義）。

## 著作・翻訳作品
- ひつじの姉妹　（第4回三田文学新人賞受賞作品 三田文学 1997年5月)
- 1995年3月のマウス　（三田文学 1997年秋季号）
- アメリカン・スカーレット　（三田文学 2000年秋季号）
- ファースト・キス　（パク チョンウ 著、竹書房　2005年3月）
- 英語完全征服   （ノ ヘヨン, キム スンス, チョル ヘダイ 竹書房  2005年3月）
- PaPa‐パパ〈上〉 （キム ヨンチャン, オ スヨン　竹書房　2005年8月）
- PaPa‐パパ〈下〉 （キム ヨンチャン, オ スヨン　竹書房　2005年8月）
- B型の彼氏　（ソ ドンウォン, チェ ソグォン, イ ユンジン　角川書店　2006年1月）
- ファースト・キス (文庫)  （パク チョンウ 　竹書房　2006年2月）
- 風の伝説―Dance with the Winds  （パク ジョンウ 　竹書房　2006年3月）
- ダンサーの純情   （パク ケオク　竹書房　2006年4月）
- 天国の樹  （ムン ヒジョン, キム ナムヒ　角川書店　2006年6月）
- トンマッコルへようこそ  （チャン・ジン 著, パク・クァンヒョンノ 著 角川書店　2006年9月22日）
- あなたを忘れない　（幻冬舎　2007年1月）
- 太王四神記 公式予習BOOK  （黄 聖一　講談社　2007年6月19日）
- 雪の女王 前編  （キム ウニ 著, ユン ウンギョン 著 , TOKIMEKIパブリッシング　2007年7月）
- 雪の女王 後編  （キム ウニ 著, ユン ウンギョン 著 , TOKIMEKIパブリッシング　2007年8月）
- 太王四神記 公式ノベライズ(上)　（講談社　2007年12月）
- 太王四神記 公式ノベライズ(中)　（講談社　2008年2月）
- 太王四神記 公式ノベライズ(下)　（講談社　2008年3月）
- 雪の女王 （ハンス・クリスチャン・アンデルセン 著 竹書房文庫 2014年8月28日）
- シンデレラ（シャルル・ペロー 著、グリム 著 竹書房文庫 2015年04月16日）

## その他
1986年4月-1987年3月、NHK千葉放送局「千葉リクエストスタジオ」で、アシスタントを担当。